# Ariel Borysiuk
Ariel Borysiuk (ur. 29 lipca 1991 w Białej Podlaskiej) – polski piłkarz występujący na pozycji pomocnika. Reprezentant Polski w latach 2010–2016.

## Kariera klubowa

### Początki i Legia Warszawa
Wychowanek UKS TOP 54 Biała Podlaska. W 2007 przeniósł się do Legii Warszawa. W kadrze I zespołu Legii oficjalnie zadebiutował w wieku 16 lat 4 miesięcy i 5 dni – 4 grudnia 2007 na Stadionie Wojska Polskiego, podczas wygranego 2:0 meczu 6. kolejki fazy grupowej Pucharu Ekstraklasy sezonu 2007/2008 przeciwko ŁKS Łódź. Stał się tym samym drugim najmłodszym – po Macieju Korzymie – piłkarzem w historii klubu, który wystąpił w oficjalnym spotkaniu.
23 lutego 2008 – mając 16 lat i 209 dni – przegranym 1:0 (0:0) wyjazdowym pojedynkiem 18. kolejki sezonu 2007/2008 z Dyskobolią Grodzisk Wielkopolski, zadebiutował w polskiej Ekstraklasie, zmieniając w 85. minucie Piotra Gizę.
19 kwietnia 2008 – licząc 16 lat 8 miesięcy i 21 dni – w 38. minucie wyjazdowego spotkania 26. kolejki sezonu 2007/2008 przeciwko Odrze Wodzisław Śląski zdobył swego premierowego ligowego gola, a tym samym pierwszą bramkę w oficjalnym meczu dla Legii, stając się jednocześnie najmłodszym strzelcem w historii klubu oraz drugim najmłodszym (po Włodzimierzu Lubańskim) w dziejach rodzimej ekstraklasy.
Łącznie w latach 2007–2012 rozegrał w barwach Legii Warszawa 131 spotkań, strzelając w nich 4 gole. Zdobył w tym czasie 3 Puchary i Superpuchar Polski.

### 1. FC Kaiserslautern
31 stycznia 2012 podpisał 4,5-letni kontrakt (ważny do czerwca 2016) z drużyną niemieckiej Bundesligi, 1. FC Kaiserslautern. Zainteresowane kluby nie ujawniły kwoty odstępnego. 5 lutego 2012 zadebiutował w Bundeslidze, miało to miejsce w ligowym przeciwko 1. FC Köln. Borysiuk w 35. minucie otrzymał żółtą kartkę po faulu na Mato Jajalo, zaś drugą żółtą i w konsekwencji czerwoną kartkę arbiter spotkania Wolfgang Stark pokazał Borysiukowi w 40. minucie po faulu na swoim rodaku Sławomirze Peszce. Ostatecznie drużyna Kaiserslautern przegrała to spotkanie 0:1 po bramce Roshiego. W sezonie 2011/12 spadł z Kaiserslautern z Bundesligi i przez kolejne półtora sezonu występował z nim w 2. Bundeslidze.

### Wołga Niżny Nowogród
30 stycznia 2014 został wypożyczony na pół roku do rosyjskiego klubu Wołga Niżny Nowogród. W Priemjer-Lidze zadebiutował 10 marca 2014 w przegranym 1:5 meczu z Amkarem Perm. Łącznie rozegrał w barwach Wołgi 4 mecze, lecz nie zdołał zapobiec spadku drużyny do drugiej ligi. Po sezonie powrócił do Kaiserslautern.

### Lechia Gdańsk
W czerwcu 2014 powrócił do Polski i podpisał kontrakt z Lechią Gdańsk. W tym klubie rozegrał łącznie 57 spotkań, w których zdobył 2 bramki.

### Powrót do Legii
11 stycznia 2016 ponownie został piłkarzem stołecznego klubu, podpisując 3,5-letni kontrakt. Borysiuk spędził w Legii pół roku i pomógł drużynie w zdobyciu krajowego dubletu – mistrzostwa i Pucharu Polski.

### Queens Park Rangers
22 czerwca 2016 został piłkarzem angielskiego klubu Queens Park Rangers. Zawodnik podpisał z drugoligowcem z zachodniego Londynu 3-letni kontrakt. W nowym klubie zadebiutował 23 sierpnia 2016 w wygranym 2:1 meczu 2. rundy Pucharu Ligi Angielskiej przeciwko Rochdale rozgrywanym na Loftus Road. 4 dni później – 27 sierpnia 2016, podczas wygranego 1:0 spotkania z Wigan Athletic zadebiutował w Championship.

### Powrót do Lechii
Pod koniec stycznia 2017 został wypożyczony do Lechii Gdańsk, gdzie przez pół roku rozegrał 14 spotkań, strzelając 1 gola. Po zakończeniu sezonu, powrócił do QPR i w sezonie 2017/18 rozegrał tam dwa spotkania Pucharu Ligi. 26 stycznia 2018 definitywnie powrócił do Lechii i podpisał z gdańskim klubem 3,5-letni kontrakt. 3 lipca 2019 roku rozwiązał kontrakt za porozumieniem stron z Lechią Gdańsk pozostając wolnym agentem.

### Późniejsza kariera
17 stycznia 2019 został wypożyczony z Lechii do Wisły Płock, do końca sezonu 2018/2019. 29 lipca 2019 podpisał kontrakt z Sheriffem Tyraspol. W lutym 2020 roku podpisał krótki czteromiesięczny kontrakt z Jagiellonią Białystok, otrzymał numer 23 na koszulce. 10 sierpnia 2021 roku został zakontraktowany przez indyjski Chennaiyin FC. 26 lipca 2022 roku podpisał dwuletni kontrakt z albańskim klubem KF Laçi. W rundzie jesiennej sezonu 2023/2024 występował w Chojniczance Chojnice. 16 stycznia 2024 został piłkarzem czwartoligowego Hutnika Warszawa, 11 października 2024 poinformował w mediach społecznościowych o zakończeniu kariery sportowej.

## Kariera reprezentacyjna
17 listopada 2010 zadebiutował w reprezentacji Polski w wygranym 3:1 meczu towarzyskim z Wybrzeżem Kości Słoniowej, zmieniając w 84. minucie Roberta Lewandowskiego.

## Statystyki

### Klubowe
(aktualne na dzień 29 marca 2019)
| Klub                 | Sezon              | Liga                  | Liga  | Liga   | Puchar kraju | Puchar kraju | Puchar ligi | Puchar ligi | Europa | Europa | Suma  | Suma   |
| Klub                 | Sezon              | Liga                  | Mecze | Bramki | Mecze        | Bramki       | Mecze       | Bramki      | Mecze  | Bramki | Mecze | Bramki |
| -------------------- | ------------------ | --------------------- | ----- | ------ | ------------ | ------------ | ----------- | ----------- | ------ | ------ | ----- | ------ |
| Legia Warszawa       | 2007/08            | I liga                | 8     | 1      | 4            | 0            | 6           | 0           | –      | –      | 18    | 1      |
| Legia Warszawa       | 2008/09            | Ekstraklasa           | 18    | 0      | 4            | 0            | 3           | 0           | 2      | 0      | 27    | 0      |
| Legia Warszawa       | 2009/10            | Ekstraklasa           | 23    | 0      | 3            | 0            | –           | –           | 4      | 0      | 30    | 0      |
| Legia Warszawa       | 2010/11            | Ekstraklasa           | 26    | 2      | 6            | 0            | –           | –           | –      | –      | 32    | 2      |
| Legia Warszawa       | 2011/12            | Ekstraklasa           | 15    | 1      | 1            | 0            | –           | –           | 8      | 0      | 24    | 1      |
| Legia Warszawa       | Ogólnie            | Ogólnie               | 90    | 4      | 18           | 0            | 9           | 0           | 14     | 0      | 131   | 4      |
| 1. FC Kaiserslautern | 2011/12            | Bundesliga            | 12    | 0      | –            | –            | –           | –           | –      | –      | 12    | 0      |
| 1. FC Kaiserslautern | 2012/13            | 2. Fußball-Bundesliga | 28    | 0      | 1            | 0            | –           | –           | –      | –      | 29    | 0      |
| 1. FC Kaiserslautern | 2013/14            | 2. Fußball-Bundesliga | 4     | 0      | –            | –            | –           | –           | –      | –      | 4     | 0      |
| 1. FC Kaiserslautern | Ogólnie            | Ogólnie               | 44    | 0      | 1            | 0            | 0           | 0           | 0      | 0      | 45    | 0      |
| Wołga (wyp.)         | 2013/14            | Priemjer-Liga         | 4     | 0      | –            | –            | –           | –           | –      | –      | 4     | 0      |
| Lechia Gdańsk (wyp.) | 2014/15            | Ekstraklasa           | 34    | 0      | 1            | 0            | –           | –           | –      | –      | 35    | 0      |
| Lechia Gdańsk        | 2015/16            | Ekstraklasa           | 20    | 2      | 2            | 0            | –           | –           | –      | –      | 22    | 2      |
| Legia Warszawa       | 2015/16            | Ekstraklasa           | 13    | 0      | 2            | 0            | –           | –           | –      | –      | 15    | 0      |
| Queens Park Rangers  | 2016/17            | Championship          | 11    | 0      | –            | –            | 1           | 0           | –      | –      | 12    | 0      |
| Lechia Gdańsk (wyp.) | 2016/17            | Ekstraklasa           | 14    | 1      | –            | –            | –           | –           | –      | –      | 14    | 1      |
| Queens Park Rangers  | 2017/18            | Championship          | –     | –      | –            | –            | 2           | 0           | –      | –      | 2     | 0      |
| Lechia Gdańsk        | 2017/18            | Ekstraklasa           | 12    | 0      | –            | –            | –           | –           | –      | –      | 12    | 0      |
| Lechia Gdańsk        | 2018/19            | Ekstraklasa           | 5     | 0      | –            | –            | –           | –           | –      | –      | 5     | 0      |
| Lechia Gdańsk        | Ogólnie            | Ogólnie               | 17    | 0      | 0            | 0            | 0           | 0           | 0      | 0      | 17    | 0      |
| Wisła Płock (wyp.)   | 2018/19            | Ekstraklasa           | 5     | 1      | –            | –            | –           | –           | –      | –      | 5     | 1      |
| Ogólnie w karierze   | Ogólnie w karierze | Ogólnie w karierze    | 252   | 8      | 24           | 0            | 12          | 0           | 14     | 0      | 302   | 8      |

### Reprezentacyjne
(aktualne na dzień 25 lutego 2017)
| Reprezentacja | Rok     | Mecze | Bramki |
| ------------- | ------- | ----- | ------ |
| Polska        |         |       |        |
| 2010          | 2       | 0     |        |
| 2011          | 1       | 0     |        |
| 2012          | 5       | 0     |        |
| 2013          | 1       | 0     |        |
| 2015          | 2       | 0     |        |
| 2016          | 1       | 0     |        |
| Ogólnie       | Ogólnie | 12    | 0      |

| Mecze i gole w reprezentacji | Mecze i gole w reprezentacji | Mecze i gole w reprezentacji | Mecze i gole w reprezentacji | Mecze i gole w reprezentacji | Mecze i gole w reprezentacji | Mecze i gole w reprezentacji |
| Lp.                          | Data                         | Miasto                       | Przeciwnik                   | Gol                          | Wynik                        | Rozgrywki                    |
| ---------------------------- | ---------------------------- | ---------------------------- | ---------------------------- | ---------------------------- | ---------------------------- | ---------------------------- |
| 1.                           | 17.11.2010                   | Poznań                       | Wybrzeże Kości Słoniowej     |                              | 3:1                          | towarzyski                   |
| 2.                           | 10.12.2010                   | Antalya                      | Bośnia i Hercegowina         |                              | 2:2                          | towarzyski                   |
| 3.                           | 06.02.2011                   | Vila Real de Santo António   | Mołdawia                     |                              | 1:0                          | towarzyski                   |
| 4.                           | 15.08.2012                   | Tallinn                      | Estonia                      |                              | 0:1                          | towarzyski                   |
| 5.                           | 07.09.2012                   | Podgorica                    | Czarnogóra                   |                              | 2:2                          | el. MŚ 2014                  |
| 6.                           | 11.09.2012                   | Wrocław                      | Mołdawia                     |                              | 2:0                          | el. MŚ 2014                  |
| 7.                           | 12.10.2012                   | Warszawa                     | Południowa Afryka            |                              | 1:0                          | towarzyski                   |
| 8.                           | 17.10.2012                   | Warszawa                     | Anglia                       |                              | 1:1                          | el. MŚ 2014                  |
| 9.                           | 04.06.2013                   | Kraków                       | Liechtenstein                |                              | 2:0                          | towarzyski                   |
| 10.                          | 16.06.2015                   | Gdańsk                       | Grecja                       |                              | 0:0                          | towarzyski                   |
| 11.                          | 17.11.2015                   | Wrocław                      | Czechy                       |                              | 3:1                          | towarzyski                   |
| 12.                          | 23.03.2016                   | Poznań                       | Serbia                       |                              | 1:0                          | towarzyski                   |

## Sukcesy

### Sheriff Tyraspol
- Mistrzostwo Mołdawii: 2019

### Legia Warszawa
- Mistrzostwo Polski: 2015/2016
- Puchar Polski: 2007/2008, 2010/2011, 2011/2012, 2015/2016
- Superpuchar Polski: 2008

## Życie prywatne
9 czerwca 2017 poślubił swoją długoletnią partnerkę – Paulinę Piotrowską. 